# Olaias (Metro de Lisboa)
Olaias es una estación del Metro de Lisboa. Se sitúa en el municipio de Lisboa, entre las estaciones de Alameda y Bela Vista de la Línea Roja. Fue inaugurada el 19 de mayo de 1998 junto con las estaciones de Oriente, Bela Vista, Chelas y Alameda, en el ámbito de la construcción de la línea Roja, con vistas a la prolongación de la red a la zona de la Expo 98.
Esta estación se ubica en Avenida Eng.º Arantes e Oliveira, junto al Hotel Altis Park. El proyecto arquitectónico es de la autoría del arquitecto Tomás Taveira y las intervenciones plásticas de Tomás Taveira, Pedro Cabrita Reis, Graça Pereira Coutinho, Pedro Calapez y Rui Sanchez. A semejanza de las estaciones más recientes, está equipada para poder atender a pasajeros con movilidad reducida; varios ascensores facilitan el acceso al andén.